# Heilige Familie (Essen-Margarethenhöhe)

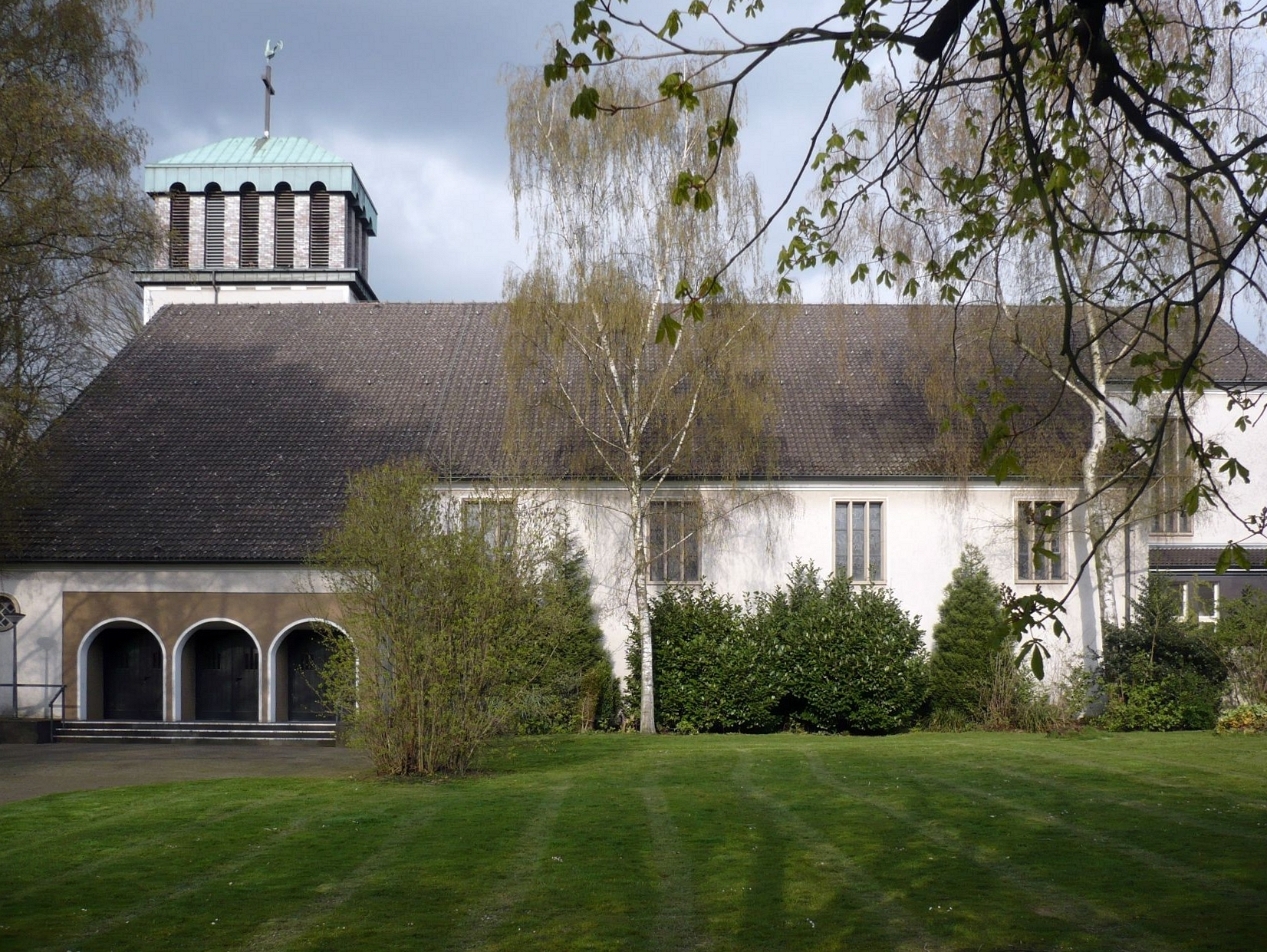
Kirche Heilige Familie

Die Kirche Heilige Familie im Essener Stadtteil Margarethenhöhe ist ein nach dem Zweiten Weltkrieg wieder aufgebautes Gotteshaus, welches 1952 bezugsbereit war und im Winter 1955 konsekriert wurde.

## Geschichte und Architektur
1923 wurde auf der Margarethenhöhe der Grundstein für eine Notkirche gelegt, nachdem ein Jahr zuvor das Pfarr-Rektorat gegründet worden war. Ihre Einweihung fand 1924 statt. Schließlich wurde sie 1944 durch Bombenangriffe zerstört.
Nachdem 1951 die Rektoratspfarrei zur kanonischen Pfarrei wurde, errichtete und benedizierte man 1952 die heutige Kirche. Sie wurde nach Plänen der Essener Architekten Leo Fierenkothen und Heinz Funke erbaut. Ende 1955 folgte die Konsekration der neuen Kirche und 1958 die Weihe der Orgel.
Der als Stahlbeton-Fachwerk konstruierte, stützfreie Kirchsaal befindet sich unter einem asymmetrischen Satteldach. Der rechte Sektor ist als Seitenschiff abgeteilt. Letzteres setzt sich im quer rechteckigen Chorhaus nicht fort. Der liturgische Bereich wurde gegenüber dem Gemeinderaum etwas erhöht, was bei Wegekirchen in der vorkonziliären Zeit üblich war. Der Altar wurde auf ein Suppedaneum gesetzt, welches eigentlich um drei Stufen höher war. Unter der rückseitigen Orgel-Empore richtete der Architekt Franz-Josef Gierse im Jahr 1996 eine Kapelle für kleine Gottesdienste ein. Direkt daneben befindet sich der Beichtraum. Der Taufort vor den Bänken der Seitenschiffe liegt im Zentrum eines achteckigen Bodensterns.
Seit 2008 gehört die Kirche Heilige Familie als Gemeindekirche zur neugegründeten Großpfarrei St. Antonius. Die heutige Orgel wurde 2009 aus der später niedergelegten Kirche St. Stephanus in Holsterhausen ausgebaut und in der Kirche Heilige Familie installiert.

## Glocken
Das Glockenmotiv ist Te Deum.
| Nr. | Name            | Durchmesser (mm) | Gewicht (kg, ca.) | Schlagton (HT-1/16) | Gießer          | Gussjahr | Inschrift                                                 |
| --- | --------------- | ---------------- | ----------------- | ------------------- | --------------- | -------- | --------------------------------------------------------- |
| 1   | Gloria          | 1.350            | 943               | e′-1                | Bochumer Verein | 1953     | + EHRE SEI GOTT IN DER HÖHE + JESUS + MARIA + JOSEPH 1953 |
| 2   | Cosmas + Damian | 1.110            | 511               | g′±0                | Bochumer Verein | 1953     | + KOSMAS UND DAMIAN + 1953                                |
| 3   | Altfrid         | 970              | 341               | a′-2                | Bochumer Verein | 1953     | + ALTFRID + 1953                                          |

Glocke in der Turmlaterne:
- Gewicht: 50 kg
- Durchmesser: 450 mm
- Schlagton: gis″